# Stuart Merrill
Stuart Merrill (Hempstead, 1 de agosto de 1863 – Versailles, 1915) fue un escritor y poeta francés de origen norteamericano, perteneciente a la escuela del simbolismo.
Stuart Merrill nació en el año de 1863 en Hempstead, una aldea situada en el Condado de Nassau, cerca de la ciudad de Nueva York en Estados Unidos. Sus padres lo llevan a París a temprana edad y allí continúa sus estudios, retornando a su lugar natal cada cierto tiempo, sin embargo, se instala definitivamente en Francia en 1890.
Se entusiasmó por el estudio de antiguos textos franceses y fue uno de los más activos y participativos teóricos del movimiento simbolista, poeta de tono decadente, tal como lo estipula el susodicho movimiento en el que estaba inscrito, era gran admirador de Algernon Charles Swinburne.
Sin embargo, en su poesía se nota un remarcado interés por la elaboración de nuevas formas y ritmos, buscando algunas veces rima de sustantivos raros, así por ejemplo, en su poema La Visita del Amor, donde se alterna, de singular manera, versos alejandrinos y versos de quince sílabas, en este poema, como en muchos otros, expresa sus convicciones socialistas.
Merrill fue colaborador de algunas revistas literarias: .Le Décadent, La Wallonnie y La Vogue. También se ejercitó en la traducción al inglés de numerosos escritores y poetas franceses, tales como: Baudelaire, Mallarmé, Aloysius Bertrand o Huysman.